# PA-242
A  PA-242 é uma via terrestre automotiva brasileira do tipo rodovia transversal do estado do Pará. Essa estrada (cruza o país no direção leste-oeste) intercepta a rodovia PA-320 em sua extremidade oeste, a PA-324 na área urbana do município de Nova Timboteua, e a PA-124 na sua extremidade leste.
Está localizada na região nordeste do estado, atendendo aos municípios de Igarapé-Açu, Nova Timboteua, Peixe-Boi e Capanema. 